# Henry Homburger
Henry Anton Homburger (Saranac Lake, 2 dicembre 1902 – Sacramento, 14 settembre 1950) è stato un bobbista statunitense.

## Biografia
Studiò al college nello stato di Indiana, divenne ingegnere civile. Ai III Giochi olimpici invernali (edizione disputatasi nel 1932 a Lake Placid, Stati Uniti d'America) vinse la medaglia d'argento nel Bob a 4 con i connazionali Percy Bryant, Paul Stevens, Edmund Horton  partecipando nella seconda squadra statunitense, superando la prima tedesca (medaglia di bronzo) ma furono superati dalla prima statunitense (medaglia d'oro).
Il tempo totalizzato fu di 7:55,70  con un minimo distacco dalla prima classificata, (7:53,68 il loro tempo, lo scarto era di due secondi, mentre il tempo della squadra tedesca fu di 8:00,04).